# 羅賢哲
羅賢哲（1959年—），生於中華民國臺灣省臺東縣關山鎮，前中華民國陸軍少將，陸軍官校正51期，前陸軍司令部通資處處長，在其軍旅生涯中，曾拿過兩座忠勤勳章與十二座軍種獎章，因涉嫌將中華民國國軍機密情報交付中华人民共和国政府之間諜案遭到中華民國政府逮捕並起訴，他被捕後坦承犯行，2012年終審判處無期徒刑定讞。

## 生平

### 出身背景
羅賢哲出身於軍人世家，父親是外省榮民、母親是澎湖人，兩人在羅父派駐澎湖時相識結婚。羅父於排長退伍後，舉家遷移到臺東縣關山鎮，以務農為生，當選過關山農會理事，對兒子軍事管理，治家頗嚴，於數年前過世。羅母現仍健在。
羅父羅母育有二子，羅賢哲為次子。其兄於國中畢業後即就讀中正預校，後直升陸軍官校，畢業於陸軍官校50期步兵科，以上校退伍。

### 投身軍旅
羅賢哲跟隨其兄腳步，隨後報考陸軍官校，畢業於陸軍官校51期通信科。在部隊期間，認真進修外語，曾考取國防部國防語文中心（現為國防大學語文中心）進修，並留中心任教及編輯教材範本。後得長官賞識，於三軍大學戰爭學院及陸軍指揮參謀學院進修結業。
1997年至1998年，任陸軍總司令部七二通信兵群（2006年1月裁撤）七一一通信作業營中校營長。1998年至2000年，任陸軍第六軍團通資組組長，陸軍總司令部通信電子資訊署副組長。2000年至2002年，晉升七三資電群上校指揮官。2005年返臺後，任國防部聯二情報次長室國際情報處上校副處長。2008年1月1日，晉升陸軍司令部通信電子資訊處少將處長。

### 外派變節
羅賢哲因外語能力甚佳，2002年至2005年擔任國防部駐泰國軍事協調組上校組長，期間與泰國政界、商界和軍方建立良好的關係，被人稱為「泰羅」。而羅賢哲於2004年開始遭中华人民共和国国家安全部東南亞工作小組吸收，將中華民國軍事機密交付中共。期間，羅賢哲持續將臺灣的軍事情報親自帶往泰國，交付中華人民共和國駐泰國大使館一等秘書兼解放軍少將武官林義舜，每次視提供的情報數量或機密程度，皆可收受美金約10萬至20萬元不等的酬勞。

### 偵辦調查
2010年8月，羅賢哲至美國開會時，美國聯邦調查局接獲線報，曾約詢羅賢哲，想了解他與中國人民解放軍林姓少將間的關係，與其帳戶中的資金往來狀況，但羅賢哲否認，於是美方將相關情資交付中華民國法務部調查局。同時，中華民國發生陸軍上校羅奇正遭雙面諜羅彬策反案，國防部專案小組調查過程中，發現羅賢哲涉嫌命令下屬違法影印機密文件。於是對他展開調查。
2011年1月27日，中華民國國防部與國安局等單位認定羅賢哲有洩密之嫌，由軍事檢察官帶隊搜索羅賢哲辦公室及寢室，查獲機密資料，包括博勝案、陸軍戰術區域通信及戰場影像圖資管理系統的「陸區案」、「安捷專案」等七項機密資料，還有陸軍埋在全台灣地下化光纖通信網路分佈圖。檢察官向軍事法庭聲請羈押獲准，帶往國防部軍事看守所。其家屬認為他無罪，靜待司法調查。
2011年5月20日，國防部高等軍事法院檢察署偵結此案，起訴書中指出羅賢哲駐泰期間受中華人民共和國情報人員設計，被拍攝下與歡場女子性交易的過程。因受到威脅，怕照片被公開影響其升遷與家庭，於是配合將軍事機密洩露給中共當局。偵查期間因繳出犯罪所得以及坦誠案情而減輕求處刑責，被高檢署求處無期徒刑。

### 受審定罪
2011年7月25日，高等軍事法院判處羅賢哲無期徒刑，褫奪公權終身。之後最高軍事法院維持原判，羅賢哲再上訴。2012年4月26日，最高法院駁回上訴，全案定讞。

## 疑似洩密內容

### 博勝案
羅賢哲負責中華民國與美國合作的「博勝計畫」（俗稱「博勝案」），曾至美國與美方討論辦理進度，也曾到華府參加智庫「战略与国际研究中心」（CSIS）為中華民國培訓的戰略論壇將官班之學習活動。
「博勝系統」是美國總統比爾·柯林頓時期同意出售給中華民國、而中華民國軍方目前正用於軍事指管通勤的整合網路系統，因此羅賢哲洩密案涉及「博勝系統」、陸軍戰術區域通信，以及戰場影像圖資管理系統等機密也引起美國政府方面的重視。不過中華民國國防部指出，外傳羅賢哲密切接觸博勝案其實是誇大說法，因為他參與博勝案的程度較低，對此事的損害程度有限，也不致於引起臺美軍事合作的問題。

### 保密器
《中國時報》指出，羅賢哲在駐泰國期間將保密器“安平六號”高價賣給中共當局，並謊稱遺失，也未受懲處，最後還能晉任。但中華民國國防部否認這項報導，指出保密器並未外洩。《中國時報》反駁，指出國安局說辭反覆，第一次說明說是僅遺失保密片，第二次說明時又則改口僅是保密器後面上鎖的螺絲鬆掉。

## 家庭
與妻育有一子一女，其妻為國民中學教師，其子就讀於陸軍官校。羅家家屬說，羅賢哲之子在案發後常被同學在暗裡指指點點，2011年6月學校以功課不佳為理由將其退學，但其同學私下指稱，學校與學長對他施加很大壓力，造成適應不良，以迫使其退學。

## 評論
民進黨立委薛凌表示，羅賢哲駐泰期間建立不少人脈，如果國內軍政高層到泰國，羅賢哲往往能安排泰國重要軍政首長與其進行高爾夫球聚會，據傳還曾覲見泰國國王蒲美蓬，與泰王握過手。
國民黨立委張顯耀認為，以將官級標準來看，他成績並不算特別突出，2007年請羅賢哲親赴國民黨立院黨團辦公室，報告博勝案的延伸計畫「陸捷專案」，羅賢哲私下透露非常痛恨時任總統陳水扁的作風。他認為，羅賢哲受陳水扁政府重用，卻又流露對扁的不滿，當場就覺得羅給人有「人格分裂」的感覺。
羅賢哲家人認為，軍方在審判過程中完全不公開任何資訊，家屬難以接受如此將他定罪，且現在大陸各省的書記、官員頻繁來台，中華民國的卸任副總統都前往大陸，中共當局對中華民國來說已非敵對關係，將羅定為叛國罪並不公平。

## 引用來源
1. ↑  黃敬平. . 今日新聞網. 2011-02-08  [2011-02-09]. （原始内容存档于2011-02-11）.
2. ↑  .   [2018-01-11]. （原始内容存档于2018-01-12）.
3. ↑  盧太城. . 中央社. 2011-02-10  [2011-02-11]. （原始内容存档于2014-09-07） （中文（臺灣））.
4. 1 2 3  內幕：中共五千間諜侵台 滲透軍方五大手法 （页面存档备份，存于），大紀元時報，2019-07-16
5. ↑  程嘉文. . 聯合新聞網. 2011-02-09  [2011-02-09]. （原始内容存档于2014-07-24）.
6. 1 2  【史上最大共諜案7】揭中共最大滲台祕密組織　色誘重賞樣樣來 （页面存档备份，存于），鏡週刊，2021-07-28
7. ↑  楊國文、項程鎮. . 自由電子報. 2010-11-03  [2011-02-10]. （原始内容存档于2012-11-06） （中文（臺灣））.
8. ↑  呂昭隆. . 中國時報. 2011-02-11  [2011-02-11]. （原始内容存档于2011-02-14）.
9. ↑  . 聯合晚報. 2011-05-20  [2011-05-20]. （原始内容存档于2011-05-23）.
10. ↑  . 中央社. 2012-04-26  [2012-04-26]. （原始内容存档于2016-03-14）.
11. ↑  程嘉文; 林寶慶. . 世界日報. 2011-02-09  [2011-02-10]. （原始内容存档于2014-07-28） （中文（臺灣））.
12. ↑  洪哲政. . 聯合新聞網. 2011-02-09  [2011-02-10]. （原始内容存档于2011-02-11） （中文（臺灣））.
13. ↑  . 中國時報. 2011-07-16.
14. ↑  呂昭隆. . 中時電子報. 2011-02-17  [2011-02-17]. （原始内容存档于2011-07-21）.
15. ↑  洪哲政. . 聯合新聞網. 2011-02-10  [2011-02-11]. （原始内容存档于2011-02-13） （中文（臺灣））.
16. ↑  洪哲政. . 聯合新聞網. 2011-02-11  [2011-02-11]. （原始内容存档于2011-02-13） （中文（臺灣））.
17. ↑  劉品希. . 聯合晚報. 2011-07-27  [2011-07-27]. （原始内容存档于2013-12-03） （中文（臺灣））.
18. ↑  林新輝、程嘉文. . 聯合新聞網. 2011-02-10  [2011-02-10].[永久]
19. ↑  . 中央社. 2012-04-27  [2012-04-27]. （原始内容存档于2019-06-16）.